# دينو موريتش
دينو موريتش (بالسلوفينية: Dino Murić)‏ مواليد 14 فبراير 1990 في ليوبليانا، جمهورية يوغوسلافيا الاشتراكية الاتحادية، هو لاعب كرة سلة سلوفيني. بدأ مسيرته الاحترافية في سنة 2007. يبلغ طوله 6 قدم 7 بوصة (2.0 م). لعب مع نادي أوليمبيا لكرة السلة في الدوري السلوفيني لكرة السلة.

## روابط خارجية
- دينو موريتش على موقع الاتحاد الدولي لكرة السلة (الإنجليزية)
- دينو موريتش على موقع الدوري الأوروبي لكرة السلة (الإنجليزية)
- دينو موريتش على موقع كرة السلة الأوروبية.كوم (الإنجليزية)
- دينو موريتش على موقع ريلجم (الإنجليزية)
- دينو موريتش على موقع بروبوليرز (الإنجليزية)
- دينو موريتش على موقع سبورتس رفرنس (الإنجليزية)